# Daydream (chanson de Wallace Collection)
Rêverie / Evlyn'
Pour les articles homonymes, voir Daydream.
Daydream est une chanson du groupe de rock belge Wallace Collection sortie en 1969 et composée par Sylvain Vanholmen, Raymond Vincent et David Mackay (en) en s'inspirant en grande partie de compositions classiques du musicien russe Piotr Ilitch Tchaïkovski.
Figurant sur l'album Laughing Cavalier sorti la même année, cette chanson sera ensuite adaptée en français à plusieurs reprises, notamment interprétées sous les titres Rêveries (par Claude François et le groupe Wallace Collection) et Evlyn' (par le groupe Wallace Collection uniquement).

## Genèse

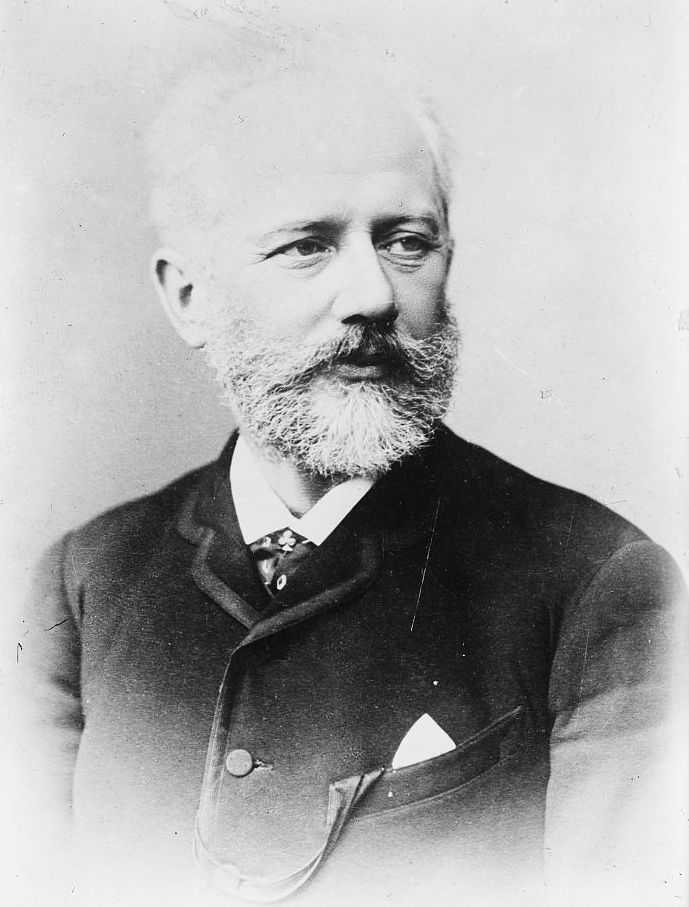
Piotr Ilitch Tchaïkovski

Cette chanson a été écrite et composée par le groupe de pop rock belge Wallace Collection dont certains membres sont issus de l’Orchestre national de Belgique. Ce groupe n'a existé que trois ans, entre 1968 à 1971, période durant laquelle il a sorti trois albums.
Les Wallace Collection doivent essentiellement leur célébrité à cette chanson, assez largement inspirée d'un des thèmes du ballet Le Lac des cygnes et du second mouvement andante cantabile du premier quatuor à cordes, deux œuvres du compositeur russe Piotr Ilitch Tchaïkovski.
En janvier 1969, le groupe, alors dénommé 16th Century, arrive à Abbey Road pour plusieurs semaines d'enregistrements. Vraisemblablement enregistrée durant la première semaine, Daydream fait l'objet de plusieurs sessions en re-recording : le 8 pistes facilite le travail et les pistes de cordes, de percussions, le fifre de Sylvain Vanholmen, les voix et  les claviers supplémentaires sont ajoutés a posteriori. Le morceau quasiment terminé, David Mackay trouve alors original d'inviter toute l'équipe, en ce compris le personnel commercial et administratif d'EMI, à venir se joindre aux chœurs de la finale. Ce jour-là, plus de quatre-vingt personnes se présentent en studio et entonnent les chœurs. Daydream est ainsi le seul titre du groupe où l'on entend la voix du batteur Freddy Nieuland.

### Paroles
Dans sa version originale, écrite en anglais, cette chanson présente un texte très simple qui évoque un narrateur, endormi parmi les fleurs et qui rêve de la femme aimée (bien qu'aucune indication ne soit donnée en ce sens), avec qui il partage deux heures, durant un jour magnifique (« For a couple of hours on a beautiful day »). Une bonne partie de la coda consiste en une répétition de suites de « la la la... » repris en chœur par les musiciens du groupe.

## Crédits

### Les musiciens

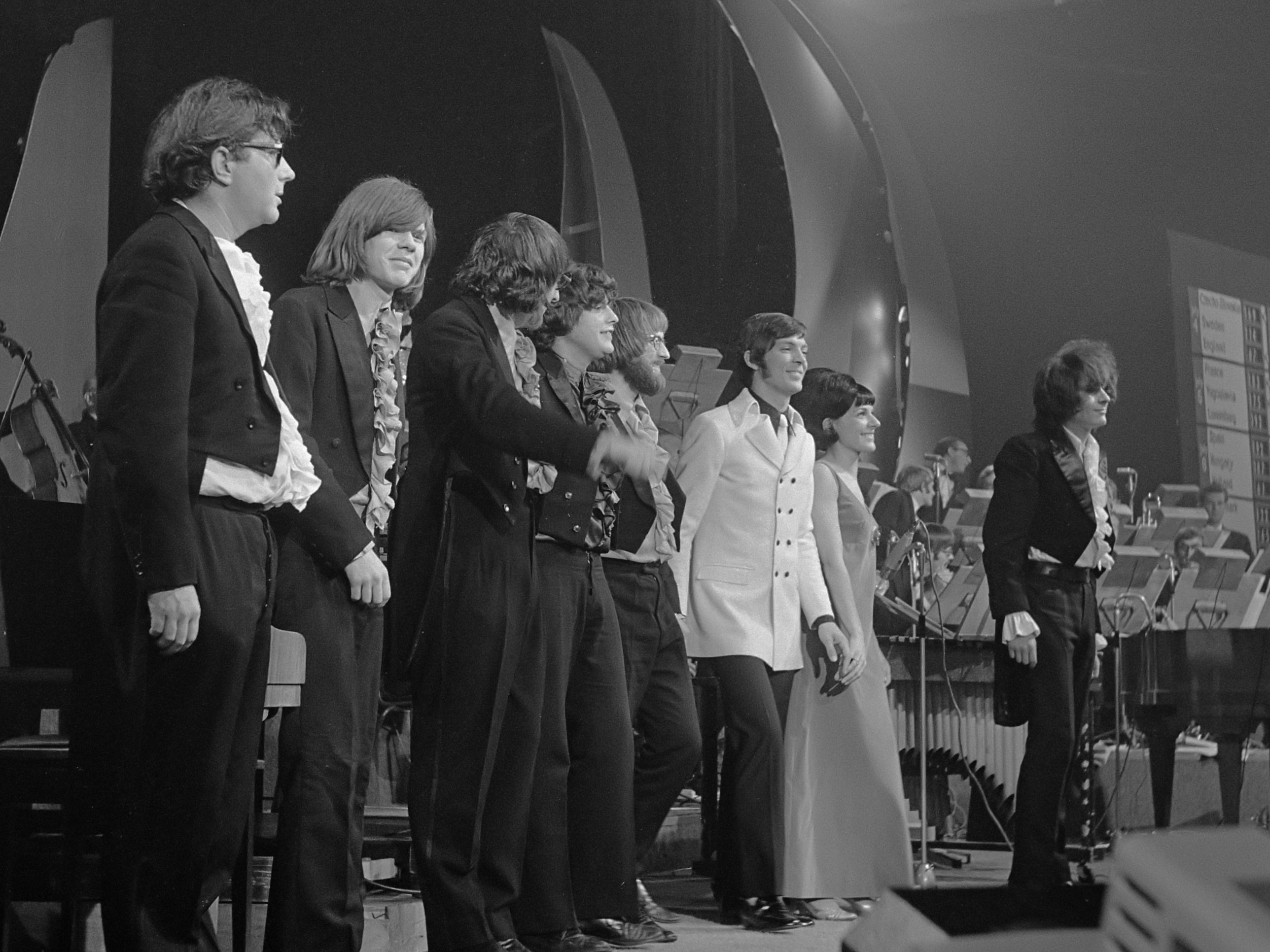
Les membres de Wallace Collection aux Pays-Bas, en 1969

- Sylvain Vanholmen : guitare, voix
- Christian Janssens : basse
- Freddy Nieuland : batterie, voix
- Marc Hérouet : claviers
- Raymond Vincent : violon
- Jacques Namotte : violoncelle

### Les techniciens
Enregistrement original aux studios Abbey Road, à Londres (Royaume-Uni).
- Geoff Emerick : ingénieur du son
- David Mackay (en) : producteur

## Classements
Le titre se vend à plus de deux millions d'exemplaires,.
| Classement (1969)                             | Meilleure position |
| --------------------------------------------- | ------------------ |
| Belgique (Ultratop 50 Singles francophone)\|  | 1                  |
| Belgique (Ultratop 50 Singles néerlandophone) | 1                  |
| Pays-Bas (Nederlanse Top 40)                  | 14                 |
| Pays-Bas (Single Top 100)                     | 13                 |
| France (Top 30 mensuel)                       | 5                  |
| France (Airplay-Radio-TV)                     | 1                  |

| Classement annuel (1969)  | Position |
| ------------------------- | -------- |
| France (SNEP)             | 22       |
| France (Airplay-Radio-TV) | 8        |

## Reprises et adaptations

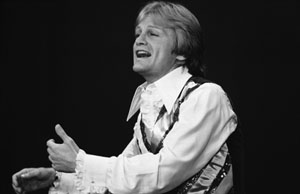
Claude François

Dès 1969, la chanson est reprise sous le titre Rêveries par le chanteur Claude François, avec un texte réécrit en français par Jacques Martin et Jacques Plante, le 45 tours sortant en avril chez Disque Flèche/Philips. Cette première version française sera aussi interprétée par Wallace Collection la même année sous le titre Rêverie (au singulier), auprès du label Odeon. Wallace Collection enregistrera une autre adaptation en français, Evlyn', également écrite par Plante et Martin, mais ne sera diffusée qu'en 1998 sur la réédition de leur album Laughing Cavalier chez Magic Records.
Plusieurs versions instrumentales sont interprétées par les compositeurs et chefs d'orchestre Raymond Lefèvre, Franck Pourcel, Caravelli ou encore Ronnie Aldrich.
En 1970, le groupe allemand Günter Kallmann Choir (nl) reprend à son tour la chanson, qui fera l'objet d'un remix en 2001 par le groupe I Monster sous le titre Daydream in Blue.

### Adaptations en langue étrangère
Informations issues de SecondHandSong, sauf mention complémentaire.
| Année | Langue    | Titre                                   | Adaptation                     | Interprète(s)                       |
| ----- | --------- | --------------------------------------- | ------------------------------ | ----------------------------------- |
| 1969  | Portugais | Preciso de Você                         | Rossini Pinto (pt)             | The Fevers                          |
| 1969  | Espagnol  | Sueño                                   | Jorge Córcega                  | Los Z-66                            |
| 1969  | Italien   | Sogno, sogno, sogno                     | Felice Piccarreda              | The Motowns                         |
| 1970  | Italien   | Ciao felicità                           | Paolo Dossena (en)             | Guido Relly                         |
| 1969  | Français  | Rêveries (Rêverie)                      | Jacques Martin, Jacques Plante | Claude François, Wallace Collection |
| 1969  | Français  | Rêveries                                | Jacques Martin, Jacques Plante | Wallace Collection                  |
| 2012  | Français  | Qu'est-c'qu'on était bien tous les deux | Guy de Bels                    | Babylone                            |
| 1971  | Tchèque   | Jen mlč                                 | Ivo Fischer (cs)               | Věra Špinarová (cs)                 |
| 1971  | Allemand  | Heute                                   | Carl Ulrich Blecher            | Christian Anders                    |
| 1998  | Français  | Evlyn' (Evlin') version remastérisée.   | Jacques Martin, Jacques Plante | Wallace Collection                  |
| 2001  | Allemand  | Die Bergregeln                          | Alice Sommer, Helmut Sommer    | DDR                                 |

### Échantillonnage et versions remixées
En 2001, le duo anglais de musique électronique I Monster remixe l'interprétation de Günter Kallmann Choir (nl). Cette version, initialement intitulée Daydream lors de sa sortie chez Cercle Records (un label dirigé par Dean Honer, membre du duo), voit son titre modifié en Daydream in Blue lors son passage auprès du label Instant Karma (en), et atteint la 20e position du UK Singles Chart. La chanson occupe la deuxième piste sur leur album Neveroddoreven sorti en 2003 chez Dharma Records (en). En 2009, leur EP Dear John contient une nouvelle version baptisée Daydream in Blue (BBC Radio 2 Session). Leurs remix seront utilisés comme trame sonore pour plusieurs spots publicitaires.
En 2006, le titre Put Me On du groupe de rap canadien Swollen Members (en featuring avec Everlast et Moka Only) sample à nouveau la version de Günter Kallmann sur leur album Black Magic (en). La même année, le groupe The Beta Band utilise aussi des extraits de Daydream dans son morceau Squares.
Toujours en 2006, Lupe Fiasco reprend la version de I Monster dans Daydreamin' (en), en collaboration avec la chanteuse soul Jill Scott. Cette version atteint la 25e place du UK Singles Chart et remporte le Grammy Award de la meilleure prestation Urban/Alternative lors de la 50e cérémonie en 2008.
Certains, voient des similarités fortes entre la ligne de basse de Daydream et le titre Ike’s Rap II de Isaac Hayes qui sort dans un medley en 1971 sur son album Black Moses. Aucun membre de Wallace Collection n'y est crédité, ni dans les titres échantillonnant la chanson de Hayes tels que Glory Box de Portishead (1994), Hell Is Round the Corner de Tricky (1995) ou Here de Alessia Cara (2015).

## Utilisation dans les médias

### Au cinéma
Le film belge Mr Nobody de Jaco Van Dormael sorti en 2009 utilise plusieurs extraits de Daydream. On l'entend également dans le film Black Swan réalisé en 2011 par Darren Aronofsky et dans la bande originale du film La Vraie Famille, écrit et réalisé par Fabien Gorgeart en 2021.
La version remixée Daydream in Blue de I Monster est également entendue dans les films Riders de Gérard Pirès (2002), Endorphine de André Turpin (2015), Flower de Max Winkler (2017) et Animas (en) de Laura Alvea et Jose F. Ortuño (2018).

### À la télévision
Sauf indication contraire, les informations mentionnées dans cette section peuvent être confirmées par la base de données cinématographiques IMDb,  présente dans la section « Liens externes ».
Les différentes versions de Daydream sont utilisées à de nombreuses reprises dans plusieurs séries et documentaires (par exemple, USA : que sont devenus les hippies ? sur Arte en 2018).
La version originale est entendue dans la série Patrick Melrose (épisode 4, en 2018) alors que la version de I Monster s'entend notamment dans Six Feet Under (saison 1 épisode 13, en 2001), Les Arnaqueurs VIP (saison 1 épisode 3, en 2004), Heist (en) (saison 1 épisode 2, en 2006), Mongrels (saison 2 épisode 8, en 2011), Mr Robot (saison 2 épisodes 1 et 2, en 2016), SF8 (en) (saison 1 épisode 2, en 2020) ou encore Severance (saison 1 épisode 2, en 2022).
Le titre Squares de The Beta Band est quant à lui utilisé dans la série Legion (saison 3 épisode 4, en 2019).

### Dans la publicité
En 1972 en Norvège, Daydream sert de fond sonore pour une série de publicités centrées sur la sécurité en montagne produite par la Croix Rouge Norvégienne (en).
Les versions de I Monster servent de musique d'accompagnement pour plusieurs clips vidéo publicitaires :
- Daydream in Blue, en janvier 2007[46] pour la promotion de la voiture Ford Focus Trend et en mars 2023[47] à l'occasion de la sortie la nouvelle collection printemps-été 2023 de prêt-à-porter de la chaine de distribution de vêtements H&M,
- La version BBC 2 Radio Session en septembre 2020 pour le Magnum Ruby[48].